# سفيتومير بيليتش
سفيتومير بيليتش (مواليد 2 نوفمبر 1946) هو ملاكم يوغوسلافي، مثّل بلاده في الألعاب الأولمبية الصيفية 1972.

## روابط خارجية
سفيتومير بيليتش على موقع أوليمبيديا (الإنجليزية)